# Cerro Lucifer
El cerro Lucifer es un estratovolcán activo ubicado en la parte norte de la isla Candelaria del grupo Candelaria de las islas Sandwich del Sur. Posee 235 m s. n. m.
La isla nunca fue habitada ni ocupada, y como el resto de las Sandwich del Sur es reclamada por el Reino Unido que la hace parte del territorio británico de ultramar de las Islas Georgias del Sur y Sandwich del Sur, y por la República Argentina, que la hace parte del departamento Islas del Atlántico Sur dentro de la provincia de Tierra del Fuego, Antártida e Islas del Atlántico Sur.

## Características
El volcán tiene un color rojizo con cenizas y elevaciones de azufre, conformando la parte norte de la isla Candelaria. Fue uno de los respiraderos volcánicos más activos al momento de la visita del buque británico HMS Protector al archipiélago en 1964. El nombre fue dado por Comité Antártico de Lugares Geográficos del Reino Unido haciendo referencia a la asociación mítica de lo diabólico e infernal de Lucifer, con los volcanes activos.
El cerro mostró signos de actividad en los años 1200 a. C., 1775, 1823, 1911 y 1953, cuando se reportaron varios flujos de lava y vapores. La parte donde se ubica es mayormente llana, posee numerosos conos de escoria y flujos de lava y está libre de hielos y nieve por la actividad volcánica. Géiseres y lagunas de agua caliente están presentes en el volcán. A diferencia de la mayor parte de las islas Sandwich del Sur, donde los volcanes están conformados por basalto, la parte norte de la isla Candelaria está conformada por andesita y dacita.